# 秋山樹
秋山 樹（あきやま いつき）は、日本の男性声優。主にアダルトゲームに声をあてている。

## 出演作品
太字は主役・メインキャラクター

### ゲーム

#### 2005年
- 群青の空を越えて（大賀忠則）[1]
- 天使ノ二挺拳銃（サム）
- 塵骸魔京（田中義春）

#### 2006年
- この青空に約束を―（羽山克彦）

#### 2007年
- 君が主で執事が俺で（ボブ、シブタク）
- Clear -クリア-（行野義男、水泳部顧問）[2]
- 月光のカルネヴァーレ（パオロ）
- Dies irae -Also sprach Zarathustra-（櫻井武蔵）
- 長靴をはいたデコ

#### 2008年
- タユタマ -Kiss on my Deity-（如月和彦）
- むすめーかー（宗誠司）[3]

#### 2009年
- 装甲悪鬼村正 -FullMetalDaemon MURAMASA-（足利護氏、チャールズ・ウィロー）
- マジスキ 〜Marginal Skip〜（デスボルド）
- W.L.O.世界恋愛機構 未来のために、いま恋をしよう。（沖田勲）[4]

#### 2012年
- グリザイアの迷宮（エドワード・ウォーカー、ヒース・オスロ）

#### 2013年
- ラヴレッシブ（ガルーダ）[5]
- 大図書館の羊飼い（儀左右衛門）
- 大図書館の羊飼い〜放課後しっぽデイズ〜（儀左右衛門）

#### 2014年
- 大図書館の羊飼い -Dreaming Sheep-（儀左右衛門）
- 相州戦神館學園 八命陣（鳴滝淳士）
- Golden Marriage（ライナー・レオンハルト）

#### 2015年
- 相州戦神館學園 万仙陣（鳴滝淳士）
- Golden Marriage -Jewel Days-（ライナー・レオンハルト）

#### 2016年
- 凍京NECRO〈トウキョウ・ネクロ〉（牙野原鉾康）